# Cologno Centro
Cologno Centro is een metrostation in de Italiaanse gemeente Cologno Monzese dat werd geopend op 7 juni 1981 en wordt bediend door lijn 2 van de metro van Milaan. 

## Geschiedenis
In 1959 werd een plan goedgekeurd om de interlokale tram tussen Milaan en het Addadal buiten de stad op vrije baan te brengen in verband met toenemende hinder van het overige wegverkeer. De oostelijke tak werd tussen 1962 en 1968 gebouwd, de westelijke tak werd op 9 maart 1970 voor het deel in de gemeente Cologno Monzese goedgekeurd. Destijds werd de mogelijkheid opengehouden om de sneltrams die van de oosttak zouden verdwijnen in te zetten op de westtak. Omwille van ongelijkvloerse kruisingen met het overige verkeer werd besloten de trambaan binnen de bebouwde kom van Cologno op een viaduct te leggen. Cologno Centro werd aanbesteed als Cologno maar toen Metallino de naam Cologno Sud kreeg werd Centro toegevoegd. In 1981 was een sneltram niet meer aan de orde en sinds de opening op 7 juni 1981 is er sprake van een metrodienst. 

## Ligging en inrichting
Het station ligt tussen een parkeerterrein aan de westkant en de begraafplaats aan de oostkant. De twee overdekte perrons liggen naast het metroviaduct door Cologno. De sporen zijn tussen de perrons overkapt met kunststof golfplaten. De wanden langs de perrons zijn voorzien van ramen waardoor het daglicht kan invallen, aan de buitenkant zijn de wanden blauw geschilderd. Op de beganegrond ligt de verdeelhal die toegankelijk is vanaf de noordkant onder de sporen en voorzien van toiletten en een kiosk. De perrons zijn met roltrappen en vaste trappen in de trappenhuizen naast de perrons verbonden met de verdeelhal. Het viaduct in zuidelijke richting loopt naar vrijwel identieke station Cologno Sud, vlak ten noorden van het station gaat het viaduct over in een talud richting het noordelijke eindpunt Cologno Nord. Het station ligt buiten de gemeente Milaan en valt daarom onder het buitenstedelijk tarief. Sinds 15 juli 2019 is het door de introductie van het zogeheten STIBM-tariefsysteem wel mogelijk om gewone enkeltjes te gebruiken van en naar Cologno Centro.